# Skalanka
Skalanka (867 m) – szczyt w Grupie Wielkiej Raczy w Beskidzie Żywiecko-Kisuckim. Przebega przez niego granica polsko-słowacka i Wielki Europejski Dział Wodny. Skalanka znajduje się pomiędzy Przełęczą Zwardońską (675 m), a Beskidem Wrzeszczowskim, od którego oddzielona jest przełęczą Graniczne (755 m). Wschodnie stoki Skalanki są polskie i opadają do źródłowej części potoku Słanica z należącymi do Zwardonia osiedlami Gomułka i Lastoczka, w kierunku północno-zachodnim (na terenie Słowacji) tworzy krótki grzbiet oddzielający potoki Čannecký potok i Varmusov potok (dopływy Skaliťanki).
Na południowo-wschodnim zboczu działa chatka studencka – oficjalnie studencki schron turystyczny „Skalanka”. Położona jest w drewnianym, piętrowym domu, posiada około 50 miejsc noclegowych. W przeszłości była chatką studencką, następnie należała do osób prywatnych, a od 2007 ponownie zaczęła pełnić pierwotną funkcję. Właścicielem była Politechnika Śląska z Gliwic. Początkowo zarządzało nią Europejskie Forum Studentów AEGEE-Gliwice. Od 1 lutego 2010 roku Skalanką zarządza „Klub Miłośników Turystyki Grzmot – Odrodzenie”, który od marca 2012 roku jest jedynym właścicielem obiektu.
Na północnych stokach Skalanki działa niewielki ośrodek narciarski. W latach 30. XX wieku planowano w tym miejscu budowę skoczni. Przez Skalankę przebiega szlak turystyczny. Omija on jednak jej wierzchołek, prowadząc wschodnimi (polskimi) stokami.
Polskie stoki Skalanki należą do Zwardonia w województwie śląskim, w powiecie żywieckim, w gminie Rajcza. W regionalizacji fizycznogeograficznej Polski według Jerzego Kondrackiego Grupa Wielkiej Raczy zaliczana jest do Beskidu Żywieckiego, w nowszej polskiej regionalizacji z 2018 roku do Beskidu Żywiecko-Kisuckiego, na Słowacji do Beskidu Kisuckiego.

## Szlaki turystyczne
Zwardoń – Skalanka – Kikula – Magura – Wielki Przysłop – Wielka Racza. 4.45 godz, z powrotem 4.15 godz.

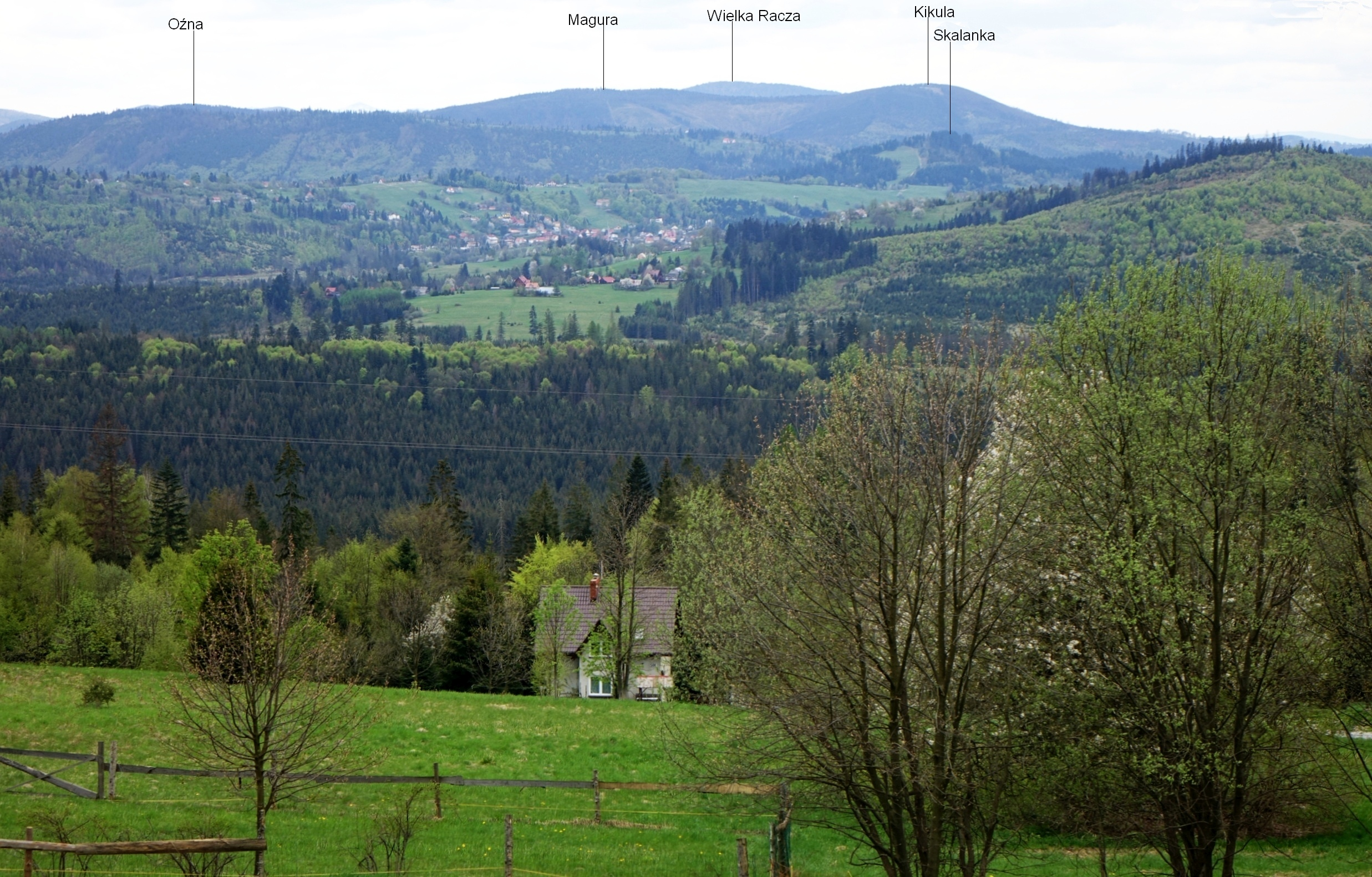
Widok z Koniakowa